# Age of Empires (серия игр)
Age of Empires — серия исторических стратегий в реальном времени, издаваемых Microsoft Studios. Первая игра серии — Age of Empires — увидела свет в 1997 году. Изначально разработкой этих игр занималась Ensemble Studios, но после её роспуска в 2009 году она была поручена другим студиям.
Age of Empires посвящена событиям, происходящим в Европе, Африке и Азии, охватывая временной период от каменного века до века железного; дополнение для этой игры освещает становление и расширение Римской империи. Действия во второй части игры, Age of Empires II: The Age of Kings, происходят в Средневековье; дополнение к ней повествует, в основном, об испанском покорении Мезоамерики. Третья часть, Age of Empires III, затрагивает ранний период Нового времени, когда европейские державы колонизировали Америку. В свою очередь Age of Empires IV, подобно второй части, вновь погружает игроков в Средневековье. Помимо них в серию входят Age of Empires Online — закрытая бесплатная онлайн-игра, использовавшая сервис Games for Windows Live, — а также Age of Mythology, являющаяся спин-оффом серии, — действия в ней происходят в тот же временной период, что и в оригинальной Age of Empires, однако упор сделан не на историческую составляющую, а на мифологию (греческую, египетскую и скандинавскую).
Серия Age of Empires завоевала коммерческий успех и разошлась тиражом свыше 20 миллионов копий. По мнению критиков, причиной тому стали богатая историческая подоплёка и честный игровой процесс, ставящий игроков в равные условия, а также искусственный интеллект (ИИ), дающий меньше преимуществ реальным игрокам по сравнению с конкурентами серии.

## Игры
| 1997 | Age of Empires                                                        |
| 1998 | Age of Empires: The Rise of Rome                                      |
| 1999 | Age of Empires II                                                     |
| 2000 | Age of Empires II: The Conquerors                                     |
| 2001 |                                                                       |
| 2002 | Age of Mythology                                                      |
| 2003 | Age of Mythology: The Titans                                          |
| 2004 |                                                                       |
| 2005 | Age of Empires III                                                    |
| 2006 | Age of Empires: The Age of Kings                                      |
| 2006 | Age of Empires III: The WarChiefs                                     |
| 2007 | Age of Empires III: The Asian Dynasties                               |
| 2008 | Age of Empires: Mythologies                                           |
| 2009 |                                                                       |
| 2010 |                                                                       |
| 2011 | Age of Empires Online                                                 |
| 2012 |                                                                       |
| 2013 | Age of Empires II: HD Edition                                         |
| 2013 | Age of Empires II: The Forgotten                                      |
| 2014 | Age of Mythology: Extended Edition                                    |
| 2014 | Age of Empires: Castle Siege                                          |
| 2015 | Age of Empires II: The African Kingdoms                               |
| 2015 | Age of Empires: World Domination                                      |
| 2016 | Age of Mythology: Tale of the Dragon                                  |
| 2016 | Age of Empires II: Rise of the Rajas                                  |
| 2017 |                                                                       |
| 2018 | Age of Empires: Definitive Edition                                    |
| 2019 | Age of Empires II: Definitive Edition                                 |
| 2020 | Age of Empires III: Definitive Edition                                |
| 2021 | Age of Empires II: Definitive Edition - Lords of the West             |
| 2021 | Age of Empires III: Definitive Edition - United States Civilization   |
| 2021 | Age of Empires III: Definitive Edition - The African Royals           |
| 2021 | Age of Empires II: Definitive Edition - Dawn of the Dukes             |
| 2021 | Age of Empires IV                                                     |
| 2021 | Age of Empires III: Definitive Edition – Mexico Civilization          |
| 2022 | Age of Empires II: Definitive Edition – Dynasties of India            |
| 2022 | Age of Empires III: Definitive Edition – Knights of the Mediterranean |
| 2023 | Age of Empires II: Definitive Edition – Return of Rome                |
| 2023 | Age of Empires II: Definitive Edition – The Mountain Royals           |
| 2023 | Age of Empires IV: The Sultans Ascend                                 |
| 2024 | Age of Empires II: Definitive Edition – Victors and Vanquished        |
| 2024 | Age of Mythology: Retold                                              |
| 2024 | Age of Empires: Mobile                                                |

Игры серии охватывают исторические события различных периодов. Age of Empires затрагивает временной период между каменным веком и классическим периодом в Европе и Азии. Дополнение The Rise of Rome повествует о становлении Римской империи. The Age of Kings повествует о средневековой истории Европы и Азии. Дополнение для второй части, The Conquerors — происходит в том же временном отрезке, но включает новые сценарии по покорению испанцами Мезоамерики, а также истории Эль Сида и Аттилы. Age of Empires III, как и её первое дополнение, Age of Empires III: The WarChiefs, уже полностью сосредоточена на европейской колонизации Америки. Второе дополнение, Age of Empires III: The Asian Dynasties сосредоточено на событиях, происходящих в тот же период в Азии.
В Age of Empires Online упор сделан на греческую и египетскую цивилизации.
События спин-оффа серии, Age of Mythology, а также его дополнения, The Titans, происходят в бронзовом веке, но больше основываются на мифологии, чем на истории.
17 октября 2024 года Microsoft выпустит мобильную версию Age of Empires.

### Age of Empires
Age of Empires, выпущенная 26 октября 1997 года, стала первой игрой серии, а также первым большим проектом Ensemble Studios. Она была одной из первых исторических стратегий в реальном времени и работала на игровом движке Genie Engine. GameSpot охарактеризовал её как «смесь Civilization и Warcraft». Игра предоставляла игроку на выбор одну из 12 цивилизаций, которую ему предстояло провести от каменного до железного века. Дополнение The Rise of Rome, выпущенное Microsoft 31 октября 1998 года, привносило новые игровые функции и добавляло четыре новых цивилизации, включая римлян. Несмотря на то, что поначалу в обеих играх имелось множество программных багов, большинство проблем были решены последовавшими патчами.
Age of Empires в целом была хорошо принята, несмотря на некоторые крайне негативные рецензии. GameSpot раскритиковал запутанный дизайн, а журнал «Computer and Video Games» высоко оценил как одиночную, так и многопользовательскую составляющую игры.
Академия Интерактивных Искусств и Наук назвала Age of Empires «Стратегией года» за 1998 год. Игра показывала хорошие продажи несколько лет подряд и к 2000 году была продана тиражом в три миллиона копий. The Rise of Rome удалось разойтись тиражом в миллион копий в течение 2000 года и получить 80 % рейтинг одобрения по данным агрегатора GameRankings.

### Age of Empires II
Релиз Age of Empires II: The Age of Kings состоялся 30 сентября 1999 года. Игра работала на улучшенной версии движка Genie Engine и имела схожий игровой процесс с первой частью. События Age of Kings происходят в промежутке между Тёмными веками и эпохой Возрождения. На этот раз игроку был предоставлен выбор из 13 цивилизаций Европы, Азии и Среднего Востока.
24 августа 2000 года Microsoft выпустила для игры дополнение The Conquerors: были добавлены новые юниты и пять новых цивилизаций, включая две мезоамериканские — ацтеки и майя. The Age of Kings имела даже больший успех, чем первая часть, с рейтингом 92 % на Game Rankings и Metacritic. Microsoft отгрузила в магазины более двух миллионов копий — игра удостоилась похвалы и собрала множество наград.
В апреле 2013 года в сервисе цифровой дистрибуции Steam была выпущена Age of Empires II: HD Edition — обновлённая версия игры, включавшая оригинальную игру и дополнение The Conquerors. Основное нововведение HD Edition коснулось поддержки более высоких разрешений экрана — сам игровой движок был обновлён незначительно. Впоследствии к ней вышли три DLC: The Forgotten (2013), The African Kingdoms (2016) и Rise of the Rajas (2017), а 14 ноября 2019 года — новое переиздание, Age of Empires II: Definitive Edition, в котором были добавлены новые нации, облегчающие игру механики (автозасев ферм, авторазведка карты), новые кампании и режимы игры. К этому переизданию также вышли 3 DLC: The Last Khans (2019, вошло в состав Steam-версии игры), Lords of the West и Dawn of the Dukes (2021).

### Age of Empires III
Релиз Age of Empires III состоялся 18 октября 2005 года. Игра была выпущена на улучшенной версии движка Age of Mythology — среди значимых изменений следует отметить улучшенный графический движок и включение в его состав программного обеспечения Havok Physics, отвечающего за обработку физики. Игровые события развиваются в период с 1421 по 1850 год; игроку предоставлен выбор из восьми европейских держав. Помимо других нововведений, в этой части были добавлены метрополии — города, использующиеся в качестве «родных гаваней», помогающих игроку в развитии, периодически поставляя ресурсы, снаряжение, войска и улучшенные технологии. Ensemble Studios описала метрополии, как «важное подспорье в усилиях по покорению Нового Света». Обзор метрополий доступен и вне игровых партий; после каждой битвы их можно улучшать и «прокачивать», что напоминает систему совершенствования персонажей в ролевых играх.
Первое дополнение для Age of Empires III — The WarChiefs — было выпущено 17 октября 2006 года. Игровой процесс не претерпел значительных изменений, однако было добавлено 3 новых игровых цивилизации американских индейцев. Примечательным стало введение «Военного вождя» в качестве игрового юнита для этих цивилизаций. Второе дополнение, The Asian Dynasties, поступило в продажу 23 октября 2007 года. Это была совместная разработка Ensemble Studios и Big Huge Games: в качестве ведущего дизайнера к Брюсу Шелли присоединился Брайан Рейнольдс. Игра расширила место действия на азиатский регион и ввела три новые цивилизации.
21 августа 2017 года Microsoft анонсировала переиздание, получившее название Age of Empires III: Definitive Edition, вышедшее 15 октября 2020 года.

### Age of Empires IV
28 октября 2021 года, после долгого перерыва в серии, свет увидела Age of Empires IV. В отличие от предыдущих частей, её разработкой занималась не Ensemble Studios, распавшаяся после выхода третьей части, а канадская студия Relic Entertainment, ранее также занимавшаяся стратегиями в реальном времени. С упором на классические механики, Age of Empires IV вновь переносит игроков в Средневековье. Эта часть по сути является духовной наследницей Age of Empires II, так как кроме сеттинга и названий эпох наследует многие элементы её игрового процесса, например вернувшиеся точки сбора ресурсов, и вновь пополнивший их ряды камень. Также присутствует механика обращения юнитов монахами.

### Age of Mythology
Age of Mythology разделяет многие элементы геймплея с основной серией и часто считается её частью, несмотря на несколько иной подход. Кампания Age of Mythology строится вокруг атлантийца Арканта, пытающегося выяснить, отчего его родина утратила благосклонность Посейдона. Игра вышла в свет 30 октября 2002 года, а спустя год — 21 октября 2003 года — Microsoft выпустила для неё дополнение The Titans. В этом дополнении была добавлена возможность играть за цивилизацию атлантийцев. Кампания The Titans повествует о приключениях Кастора — сына Арканта, который поддаётся на уловку титанов и освобождает их из Тартара. За четыре месяца было продано свыше одного миллиона копий Age of Mythology, чей рейтинг на Game Rankings и Metacritic составил 89 %. The Titans не удалось повторить успех оригинальной игры, хотя его и высоко оценили критики.
| Название игры                        | Описание                                                               | Дата выхода           | Жанр |
| ------------------------------------ | ---------------------------------------------------------------------- | --------------------- | ---- |
| Age of Mythology                     | Первая игра серии Age of Mythology.                                    | 30 октября 2002 года  | RTS  |
| Age of Mythology: The Titans         | Дополнение к оригинальной игре Age of Mythology.                       | 30 сентября 2003 года | RTS  |
| Age of Mythology: Tale of the Dragon | Дополнение к Steam-переизданию игры Age of Mythology: Extended Edition | 28 января 2016 года   | RTS  |

### Ремейки игр
| Название игры                           | Описание | Дата выхода          | Жанр |
| --------------------------------------- | --- | -------------------- | ---- |
| Age of Empires: The Age of Kings        | Ремейк игры Age of Empires II: The Age of Kings для Nintendo DS. | 14 февраля 2006 года | TBS  |
| Age of Empires: Mythologies             | Ремейк игры Age of Mythology для Nintendo DS. | 24 ноября 2008 года  | TBS  |
| Age of Mythology: Extended Edition      | Переиздание оригинальной игры и её дополнения The Titans с улучшением графики для сервиса игровой дистрибуции Steam | 8 мая 2014 года      | RTS  |
| Age of Empires: Gold Edition            | Ремейк игры Age of Empires для Windows Mobile. |                      | RTS  |
| Age of Empires II: HD Edition           | Ремейк игры Age of Empires II и её дополнения The Conquerors с улучшением графики и интеграцией многопользовательского режима в Steam. Через некоторое время добавлены и опции неофициального дополнения для оригинальной AOE II, «Forgotten Empires». | 9 апреля 2013 года   | RTS  |
| Age of Empires II: The African Kingdoms | Второе дополнение для Age of Empires II: HD Edition. Доступно только для версии HD Edition. | 5 ноября 2015 года   | RTS  |
| Age of Empires II: Rise of the Rajas    | Третье дополнение для Age of Empires II: HD Edition. Доступно только для версии HD Edition. | 25 декабря 2016 года | RTS  |
| Age of Empires: Definitive Edition      | Обновлённая версия первой игры в серии Age of Empires. | 20 февраля 2018 года | RTS  |
| Age of Empires II: Definitive Edition   | Обновлённая версия второй игры в серии Age of Empires. | 14 ноября 2019 года  | RTS  |
| Age of Empires III: Definitive Edition  | Обновлённая версия третьей игры в серии Age of Empires. | 15 октября 2020 года | RTS  |
| Age of Mythology: Retold                | Обновлённая версия Age of Mythology. | TBA                  | RTS  |

## Разработка

### Исторические элементы
Стадии разработки всех игр серии Age of Empires были схожими во многих аспектах. Так как игры основывались на исторических событиях, команде разработчиков часто приходилось проводить большие объёмы исследований исторических материалов. Однако глубина этих исследований была невысокой — по словам дизайнера Age of Empires Брюса Шелли, она была «приемлемой для большинства развлекательных продуктов» Шелли добавил, что Ensemble Studios зачастую ссылалась на материалы из детских секций библиотек. Он пояснил, что целью игры ставилось развлечение игроков, а «не дизайнеров или исследователей». На Games Convention Developers Conference в 2007 году, Шелли продолжил свою мысль, объяснив успех серии тем, что их игры «обращены как к казуальным, так и хардкорным игрокам». Шелли также отметил, что игры Age of Empires в принципе не об истории как таковой, а о «человеческом опыте» — они сфокусированы не только на том, что человечество сделало в прошлом, но также на том, что оно могло бы сделать в будущем, например «отправиться в космос».
При создании Age of Mythology разработчики из Ensemble Studios пошли отличным от первых двух игр путём. Команда беспокоилась, что им придётся разрабатывать третью историческую игру подряд, поэтому после обсуждения нескольких вариантов они выбрали в качестве игрового сеттинга мифологию.

### Искусственный интеллект
Искусственный интеллект (ИИ), использующийся в играх серии Age of Empires, постоянно находился в развитии и улучшался дизайнерами. Как заметил специалист по ИИ Дейв Поттингер, команда разработчиков отвела ИИ из оригинальной игры высокий приоритет и провела более года, работая над ним. Он сообщил, что для победы, игровой ИИ опирается на тактику и стратегию, а не на «жульничество» вроде бонусных ресурсов или усиленных юнитов, которые были бы мощнее обычных. Позднее Поттингер добавил, что команда серии Age of Empires очень горда тем, что их ИИ ведёт «честную игру».
В Age of Empires II: The Conquerors впервые была представлена функция «умного крестьянина», которая была использована во всех последующих играх серии. Её суть заключается в том, что крестьяне автоматически начинают сбор близлежащих ресурсов после строительства соответствующей хранимому ресурсу постройки.
В Age of Mythology: The Titans игрокам предоставлен отладчик ИИ для создания собственных сценариев: игроки могут настраивать компьютерных игроков, чтобы те вели себя в соответствии с определёнными шаблонами поведения. Ранее более базовые возможности редактирования ИИ были в первых двух играх серии.

### Графика
Каждый успешный релиз в серии Age of Empires нёс с собой улучшение графики и визуальных эффектов. Улучшение графики в Age of Empires II: The Age of Kings по сравнению с оригинальной игрой было тепло встречено критиками. С выходом Age of Mythology одобрение только усилилось, а четвёртый релиз — Age of Empires III — собрал и того больше восторженных откликов.
GameSpot отметили улучшение графики во второй игре — Age of Empires II: The Age of Kings. Eurogamer приветствовал введение крестьян женского пола, тогда как в первой части присутствовали лишь крестьяне-мужчины. Allgame также удостоили похвалы вторую часть за продвинутые режимы построения юнитов и улучшенную систему нахождения пути. Несмотря на улучшенную графику, Allgame раскритиковали похожих друг на друга юнитов, которых сложно различить, с чем согласились многие издания. Несмотря на это, Game Revolution писали, что вторая часть обладает «лучшей графикой среди всех 2D-стратегией, которые выходят в данный момент».
Графическая составляющая продолжила своё развитие в Age of Mythology, собрав лестные отзывы большинства обозревателей. IGN так отозвались по поводу графики: «наслаждение для глаз… потрясающе». GameSpot согласились, оценив графику на 9 из 10. Game Revolution также согласились с этим мнением, а PC Gamer написали, что графика в третьем релизе «усыпана деталями».
К восторгу рецензентов, тренд на улучшение графики успешно продолжился и в следующем релизе — Age of Empires III. IGN писали: «после просмотра скриншотов наши челюсти отвисли до пола от обилия деталей». 1UP.com описали Age of Empires III как «одну из самых красивых игр, которую вы установите на свой компьютер в обозримом будущем». С ними согласились GameSpy, отметив, что «графика Age III не имеет конкурентов в жанре стратегий». По сравнению с Age of Mythology, на базе которой она создавалась, Age of Empires III располагает рядом нововведений, среди которых — завоевавший множество наград физический движок Havok (в версии для Mac OS X — PhysX). Он позволил избавиться от предзаписанной анимации, вместо которой физика событий рассчитывались в реальном времени во время игры. Это позволило добиться правдоподобной анимации таких событий, как разрушение зданий или падение деревьев. GameSpot также впечатлились графикой четвёртой игры, но посетовали на «неуклюжее поведение юнитов». Другие графические нововведения включают «эффект bloom» и пиксельные шейдеры версии 3.0. GameSpy присудили Age of Empires III награду в номинации «лучшая графика» за 2005 год.

### Музыка
Музыкальным директором серии, начиная с самой первой игры, был Стивен Риппи. Время от времени ему ассистировали его брат Дэвид Риппи, а также Кевин Макмаллан. Он написал оригинальную музыку для Age of Empires, используя звучание инструментов различных эпох, которые были представлены в игре. При этом использовались как настоящие инструменты, так и цифровые сэмплы. Получившиеся мелодии были результатом глубокого анализа культур и долгого подбора стиля и инструментов. По словам Риппи, разработка звукового сопровождения для The Age of Kings далась ему проще, так как имелось четкое представление об инструментах, которые использовались в средневековье, поэтому их было легко воспроизвести при создании саундтрека. В свою очередь, в Age of Mythology использовалась уже оркестровая инструментальная музыка. По словам Макмаллана, команда также записала большой объём аудиоматериала в зоопарках, что позволило создать свою собственную библиотеку звуков. Музыка в Age of Empires III была похожа на музыку из The Age of Kings — в ней использовалось ещё больше исторических инструментов. Риппи отметил, что команда использовала такие инструменты, как волынки и полевые барабаны, чтобы придать музыке реалистичное звучание.

### Сотрудничество
Ensemble Studios сотрудничала с Big Huge Games при разработке The Asian Dynasties — второго дополнения для Age of Empires III. Это был первый опыт совместной разработки для обеих команд. Сотрудничество было обусловлено совпадавшими графиками: Ensemble Studios была занята работой над Halo Wars, в то время как у Big Huge Games, разработчиков стратегий в реальном времени, в это время было не много проектов. Big Huge Games проделала большую часть работы, но дизайнеры из Ensemble Studios Грег Стрит и Сэнди Петерсен участвовали в мозговом штурме и контролировали финальный продукт. Обе команды принимали участие в тестировании игры перед её выпуском.

## Принятие и наследие
Серия Age of Empires имела коммерческий успех. По состоянию на 2008 год, каждая из пяти игр серии продалась тиражом свыше миллиона экземпляров. Согласно данным Gamasutra, к 2000 году было продано более трёх миллионов копий Age of Empires и одного миллиона копий The Rise of Rome. Microsoft заявила, что в магазины было отгружено более двух миллионов копий The Age of Kings по прошествии аналогичного периода времени с момента релиза. В 2003 году Microsoft заявила об одном миллионе проданных копий Age of Mythology. К 2004 году, незадолго до релиза Age of Empires III, игры серии продались тиражом свыше 15 миллионов экземпляров. 18 мая 2007 года Ensemble Studios заявила о двух миллионах проданных копий Age of Empires III. Игры серии набирали стабильно высокий балл на агрегаторах отзывов GameRankings и Metacritic. Как видно из приведённой таблицы, наивысшую оценку — 92 % — имеет игра Age of Empires II: The Age of Kings.
Критики отметили вклад, который Age of Empires внесла в жанр стратегий в реальном времени (RTS), повлияв на такие игры как Rise of Nations, Empire Earth и Казаки. Star Wars: Galactic Battlegrounds также была вдохновлена серией — она использует движок Genie, на котором основаны Age of Empires и Age of Empires II: The Age of Kings, так что многие критики даже называют её их клоном; к примеру, обзор IGN начинается со слов «Я люблю Age of Star Wars, я имел в виду Star Empires. Не важно, как оно там называется, мне нравится»", а GameSpot отметила, что «фундаментальные основы движка Age of Empires II остались нетронутыми, так что ветераны игры могут сразу погрузиться в Star Wars: Galactic Battlegrounds». В октябре 2005 года Шелли прокомментировал наследие серии в интервью GameSpy: «родители пишут в Ensemble Studios, что их дети читают книги о Древней Греции, потому что им так понравилось играться с триремами, или что они хотят заглянуть в книги по истории Средневековья, потому что игра показала им, что такое требушет».
По словам Шелли, ключевым фактором успеха стало то, что они делали ставку на нововведения, вместо простого подражания конкурентам. Уникальные игровые элементы помогли создать Ensemble Studios репутацию мастеров жанра RTS. Марк Бозон с IGN написал в своём обзоре The Age of Kings: «Игры серии Age of Empires — одни из самых инновационных стратегий для PC за последнее десятилетие». Gamenikki назвал Ensemble Studios «разработчиком, с которого все началось» во время разговора о вкладе Age of Empires III в жанр. Шелли также отметил, что благодаря успеху и новшествам, реализованным в Age of Empires Ensemble Studios удалось зарекомендовать себя и пережить ранние этапы после основания студии. В 2005 году Шелли посетовал на то, что у критиков сложилось «предвзятое отношение к серии из-за ожидания нововведений», комментируя оценку 60 %, поставленную Computer Gaming World игре Age of Empires III. Он добавил, что несмотря на то, что «возможно, игра является наиболее продаваемой игрой для PC в мире», критики ожидали увидеть нечто поистине новое, что сказалось на их жесткой оценке.